# Jaded (álbum)
Jaded es el tercer álbum en estudio de la banda finlandesa de metal gótico To/Die/For.

## Canciones
1. Dying Embers - 3:51
2. (I Just) Died in Your Arms(cover de Cutting Crew) - 4:27
3. Too Much Ain't Enough - 4:47
4. The Unknown II - 5:48
5. Jaded - 4:31
6. Fall Strains - 3:18
7. Forever - 3:32
8. Años De Dolor - 3:57
9. Silence Tells More... - 5:05
10. Spineless (Bonus para Finlandia y Japón)
11. Too Much Ain't Enough (Single version,bonus para Japón)
12. Behind These Walls (Bonus para Japón)

- Datos: Q952284